# بوغدان بالتازار
بوغدان بالتازار (بالرومانية: Bogdan Baltazar)‏ هو مصرفي ومهندس واقتصادي روماني، ولد في 22 سبتمبر 1939 في بوخارست في رومانيا، وتوفي في 28 ديسمبر 2012 بسبب سرطان.